# Трифорій

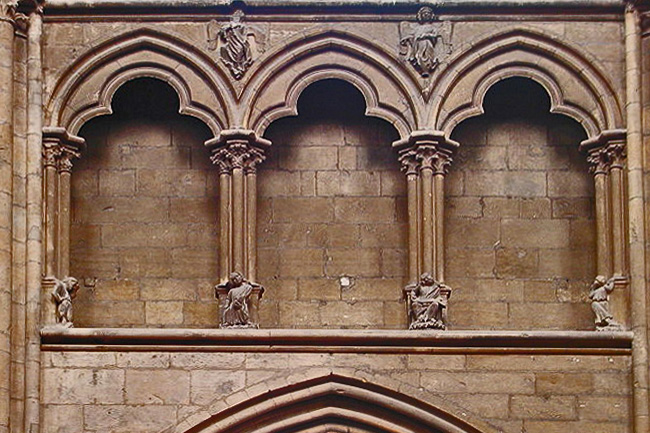
Трифорій у Неверському соборі

Трифо́рій (лат. triforium, від tri — «три» і foris — «двері, вхід») — в романській и готичній церковних спорудах вузька невисока галерея, розташована в товщі стіни над арками, що відділяють бічні нефи від середнього.

## Історія
Назва трифорій походить від здвоєних, чи частіше строєних аркових пройм галерей. Протягом романського періоду трифорій, що служив для освітлення й провітрювання храму, був невід'ємною частиною його конструкції. По мірі розвитку готичної архітектури він зменшився в розмірі і в значенні. З часом верхні галереї пристосували для жінок, щоб під час літургії вони знаходилися окремо від чоловіків, і стали називати матронеями. Нарешті, трифорії стали робити чимраз вужчими, і поступово вони перетворилися на чисто декоративний елемент. Ближче до кінця XIII ст. трифорій зазвичай замінювався подовженими вікнами верхнього ряду.
У ширшому значенні — три близько поставлені вікна, які утворюють одну архітектурну форму, те ж саме, що й трифора.

## Галерея

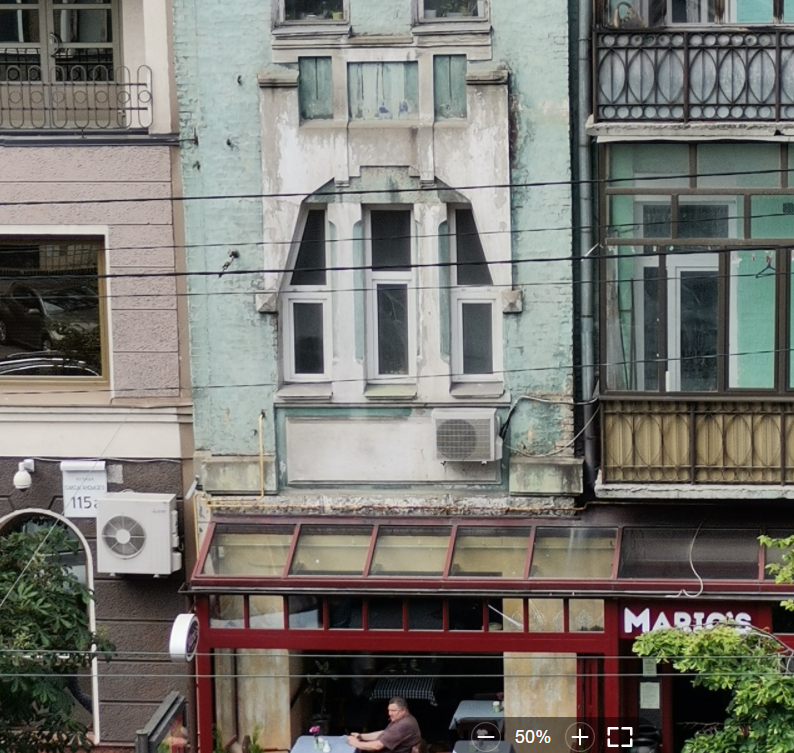
Модерновий трифорій на Саксаганського 117
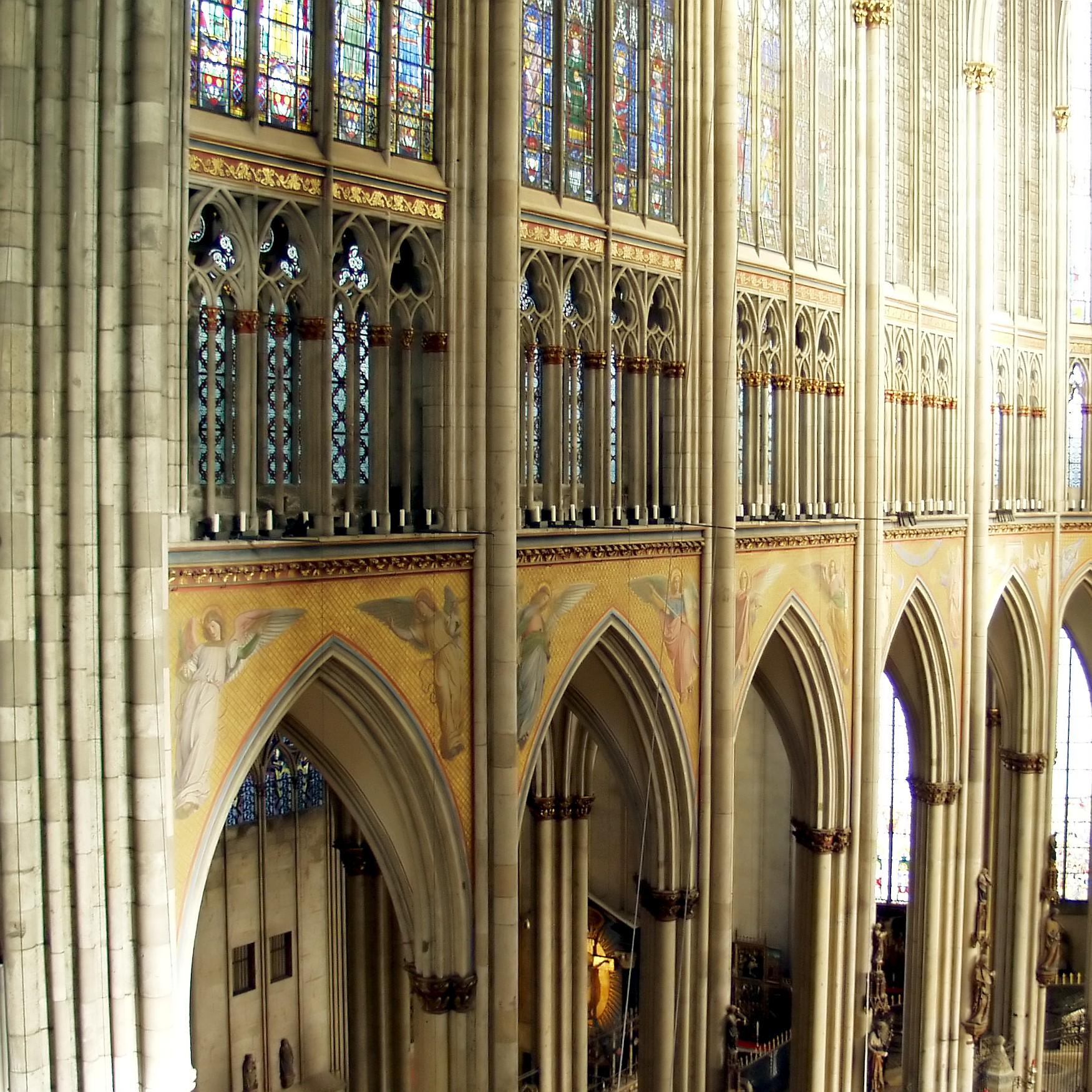
Трифорій у Кельнському соборі